# Liberita
La liberita és un mineral de la classe dels silicats. Va ser descoberta l'any 1964 a la mina Xianghualing (Hsianghualing), Linwu, Chenzhou, Hunan, Xina i rep el seu nom en referència als seus cations: Liti i Beril·li.

## Característiques
La liberita és un silicat de fórmula química Li₂BeSiO₄. Cristal·litza en el sistema monoclínic en agregats de cristalls petits; en rares ocasions es poden observar cares pinacoïdals. És de color groc clar o marró. La seva duresa a l'escala de Mohs és 7.
Segons la classificació de Nickel-Strunz l'eucriptita pertany a «09.AA - Estructures de nesosilicats (tetraedres aïllats), nesosilicats sense anions addicionals; cations en coordinació tetraèdrica [4]» juntament amb els següents minerals: eucriptita, fenaquita i wil·lemita.

## Formació i jaciments
La liberita només ha estat trobada a la mina Xianghualing, Linwu, Chenzhou, Hunan, Xina. Es va trobar associada amb els següents minerals: lepidolita, natrolita, eucriptita, hsianghualita, cassiterita i scheelita.